# Metropolitano de Incheon
O Metrô de Incheon é um metropolitano que serve a cidade de Incheon, e a conecta com Seul, capital da Coreia do Sul. Compõe-se de duas linha, que abriga um traçado de arredor de 25 quilômetros, distribuídos em 23 estações. Assim mesmo, conecta-se com uma linha Seul - Incheon, que constitui uma prolongação do Metrô de Seul.

## História
Os primeiros trabalhos para a construção deste transporte metropolitano começaram em 1993. Seus primeiros ensaios fez-se em março de 1999. Finalmente, começou a entregar um serviço regular em outubro de 1999.

## Linhas
O Metrô de Incheon propriamente dito compõem-se de apenas uma linha, que corre do norte para o sul, com as seguintes estações:

### Linha 1
- Gyeyang.
- Gyulhyeon.
- Bakchon.
- Imhak.
- Gyesan.
- Universidade Nacional de Educação de Incheon.
- Jakjeon.
- Galsan.
- Escritorio Bupyeong-gu.
- Mercado Bupyeong.
- Bupyeong. Estação de transferencia para a linha Seúl-Incheon
- Dongsu.
- Bupyeong-samgeori.
- Ganseog Ogeori.
- Prefeitura de Incheon.
- Centro das Artes.
- Terminal de ônibus de Incheon.
- Complexo esportivo Munhak.
- Seonhak.
- Shinyeonsu.
- Woninjae.
- Dongchun.
- Dongmak.

Em média, uma viagem ao largo da linha de Gyeyang no norte até Dongmak toma 45 minutos.
Assim mesmo, a linha 1 do Metrô de Seul se prolonga até Incheon, como se menciona acima.
Esta prolongação conta em Incheon com as seguintes estações, enumeradas de oeste para leste:

### Linha Seul-Incheon
- Incheon.
- Donginchon.
- Dowon.
- Jemulpo.
- Juan.
- Ganseok.
- Dongnam.
- Baegun.
- Bupyeong. Estação de transferência para a linha 1.
- Bugae.
- Songnae.
- Jung-dong.
- Bucheon.
- Sosa.
- Yeokgok.
- Onsu.

Esta última estação conecta fazia a linha 1 do Metrô de Seul.

## Sistema de operadores
A diferencia do Metrô de Seul, que conta com três entidades de operadores, a linha 1 é servida integramente pela Corporação do Ferrocarro Metropolitano de Seul ou Seoul Metropolitan Rapid Transit Corporation, que assim mesmo tem a seu cargo as linhas 5, 6, 7 e 8 do Metrô de Seul.